# Salix jessoensis
Espèce
Salix jessoensis, le saule de Jesso, est une espèce de plantes à fleurs de la famille des Salicaceae. C'est un saule natif d'Extrême-Orient (Japon).

## Synonymie
- Salix dolichostyla Seemen[1].
- Salix pierotii Miq.[2].

## Description
Le saule de Jesso est un arbre à feuilles caduques, atteignant une hauteur de 15 m à 20 m dans son milieu naturel,
.